# Luiz Almeida Araújo
Luiz Almeida Araújo (Anadia, 27 de agosto de  1943 – São Paulo, 24 de junho de 1971) foi um militante da Ação Libertadora Nacional (ALN) desaparecido no período do ditadura militar no Brasil.  
É um dos casos investigados pela Comissão da Verdade, que apura mortes e desaparecimentos ocorridos durante a ditadura militar brasileira.

## Juventude e militância
Filho de João Rodrigues de Araújo e Maria José Mendes de Almeida e Araújo, Luis Almeida Araújo nasceu em Anadia, localizada no estado de Alagoas, no dia 27 de agosto de 1943, e foi dado como desaparecido no dia 24 de junho de 1971, à época, militante da Ação Libertadora Nacional (ALN) quando se deslocava pela avenida Angélica, em São Paulo.  
Mudou-se para São Paulo em 1957, começou a trabalhar aos 14 anos de idade como office boy na loja de departamentos Clipper e, para poder continuar estudando, transferiu-se para o período noturno do Colégio Santa Inês. Foi neste Colégio que começou a participar do movimento estudantil secundarista, aproximando-se da Juventude Estudantil Católica (JEC). Mais tarde, deu aulas de História nesse mesmo curso.  
Com o golpe em 1964, foi preso pela primeira vez e torturado como integrante do movimento estudantil secundarista, em decorrência de suas atividades políticas nesta instituição de ensino. A informação de quantas vezes Luiz foi preso foi solicitada por sua irmã, Maria do Amparo Almeida Araujo, no depoimento para a Comissão da Verdade, pois nem ela sabia. Nesse mesmo ano viajou para o Chile e foi preso novamente quando retornou ao Brasil, em 1966.  
No ano em que voltou no Chile, ingressou na Faculdade de Filosofia, Ciências e Letras São Bento da Pontifícia Universidade Católica de São Paulo (PUC-SP) no curso de Ciências Sociais. Em 1967, foi preso novamente por se ligar à ala dissidente do Partido Comunista Brasileiro (PCB), comandada por Carlos Marighella.  
Ao mesmo tempo que aprofundava sua militância política, envolvia-se com atividades culturais. Entre 1966 e 1968, fez parte da Escola de Teatro Leopoldo Fróes e foi na montagem de uma peça de teatro que conheceu a atriz Carmem Monteiro Jacomini, sua companheira até 1968. Nesse ano, Luiz foi preso novamente por ter emprestado seu carro para uma ação do grupo Marighella. Quando saiu da prisão viajou, com escala na então União Soviética, para Cuba a fim de participar de treinamento de guerrilhas urbana e rural, em companhia de Luiz José da Cunha, conhecido como “Crioulo”, que foi morto em julho de 1973. Ao voltar para o Brasil, em dezembro de 1970, Luiz se juntou à resistência armada da Ação Libertadora Nacional (ALN). 
Em 23 de Outubro de 2013, Carlos Eugênio Coelho Sarmento da Paz, militante da Ação Libertadora Nacional, revelou em depoimento à Comissão da Verdade da Pontifícia Faculdade Católica de São Paulo (PUC-SP), que as habilidades manuais e intelectuais de Araújo foram utilizadas como ferramenta para a realização de ações da ALN. Luiz chegou a produzir desenhos e projetos explosivos da organização: desenvolveu desenhos e projetos e até reformou o processo de falsificação de documentos, artifício necessário para a atuação política clandestina durante o regime militar.

## Prisão e desaparecimento
Uma semana antes de ser preso pela última vez, passou o dia 16 de junho de 1971 com sua irmã, Maria do Amparo Almeida Araújo, que também era militante e vivia na clandestinidade. No dia 24 de junho do mesmo ano, Luiz dirigia pela avenida Angélica, em São Paulo, quando foi sequestrado. Ele havia levado Paulo de Tarso Celestino da Silva, dirigente nacional da ALN para um encontro com um companheiro da Vanguarda Popular Revolucionária. Paulo foi a última pessoa que viu Luiz vivo e no mês seguinte também desapareceu. 
A família de Luiz só ficou sabendo de sua prisão três dias depois, por meio de um telefone anônimo. A irmã de Luiz, Maria do Amparo, contou em depoimento à Comissão Nacional da Verdade que ficou esperando em frente a um orelhão até que alguém aparecesse para dar o telefonema para a mãe dela, pois ela sabia que o telefone estava grampeado e ficou com medo de ser reconhecida . A mãe de Luiz, Maria José, foi à sede do DOI-CODI/SP com seu outro filho, Manoel, e prestaram diversos depoimentos. Manoel foi obrigado a assinar um documento assumindo a responsabilidade de denunciar e entregar seus irmãos se os encontrasse. Os dois ainda foram ao Departamento de Ordem Política e Social (DOPS), e receberam a informação de que Luiz estaria foragido, vivendo na clandestinidade.
Durante os meses de junho e julho de 1971, amigos e colegas de Luiz foram interrogados ou torturados pela polícia. Sua companheira na época, a chilena Josephina Vargas Hernandes estava grávida, mas morava fora do país. Luiz morreu sem conhecer a filha, Alina de Paula, que hoje mora com a mãe na Europa. 

## Processos políticos
No dia 29 de novembro de 1973  Luiz foi absolvido em um processo na 2ª Auditoria, por falta de provas. Segundo relatório do Ministério da Marinha, Luiz teria sido dado como morto em agosto de 1971. Seu nome consta na lista de desaparecidos políticos da lei 9.140 de 1995 e foi registrado na Comissão Especial de Mortos e Desaparecidos Políticos com o número 028/96. 

## Homenagens
Luiz foi homenageado pela prefeitura de Maceió (AL), tendo batizado uma rua no Parque dos Eucaliptos. 
Uma placa em sua homenagem foi colocada no Monumento contra Tortura em Recife(PE)
Uma placa em sua homenagem localizada na Praça da Paz da Universidade Federal de Alagoas, que faz parte do programa Ufal em Defesa da Vida. 